# 季志业
季志业（1956年—）现任中国现代国际关系研究院院长、中国俄罗斯东欧中亚学会副会长，研究员、博士生导师。

## 生平
季志业大学就读于徐州师范学院，毕业后留校任教。1988年底，作为国家公派留学生留学苏联，就读俄罗斯弗拉基米尔师范大学，1993年获博士学位。1994年进入中国现代国际关系研究院工作，历任院长助理兼俄罗斯所所长、副院长、常务副院长，现任院长。
季志业的主要研究领域为俄罗斯、欧亚地区问题、大国关系。2001年，获国家“中青年有突出贡献专家”称号。2018年1月，当选第十三届全国政协委员。